# Delta Force: Xtreme 2
Delta Force: Xtreme 2 (conhecido como DFX2) é um jogo eletrônico de computador desenvolvido e publicado pela NovaLogic.
É a continuação do jogo Delta Force: Xtreme, que tinha sido lançado em abril de 2005.